# شب روشن (فیلم ۲۰۱۲)
«شب روشن» (انگلیسی: White Night (2012 film)) یک فیلم است که در سال ۲۰۱۲ منتشر شد.